# The Twentieth Century
The Twentieth Century ist eine satirische Tragikomödie von Matthew Rankin, die im September 2019 im Rahmen des Toronto International Film Festivals ihre Premiere feierte. Es handelt sich um ein bizarres Biopic über den ehemaligen kanadischen Premierminister William Lyon Mackenzie King, der sein Leben lang darauf vorbereitet wurde, eines Tages Premierminister Kanadas zu werden, und auf seinem Weg eine Reihe beruflicher aber auch zwischenmenschlicher Demütigungen hinnehmen musste.

## Handlung
Im Jahr 1899 besucht William Mackenzie King in Toronto die kleine Charlotte in einem Krankenhaus für Kriegsversehrte. Sie leidet unter Tuberkulose und hofft, dass King im Wahlkampf für die Kandidatur um den Posten als Premierminister gewinnt. Er trifft dort auch auf die Harfe spielende Ruby Eliott, in die er sich schlagartig verliebt. Ruby ist die Tochter seiner Exzellenz, des kanadischen Generalgouverneurs, Lord Muto, des vizeköniglichen Repräsentanten der britischen Monarchie. King wurde von seiner Mutter sein Leben lang darauf vorbereitet, eines Tages Premierminister Kanadas zu werden. Sie fertigte mit ihren seherischen Fähigkeiten gar ein Gemälde von einer Frau, die Ruby sehr ähnlich sieht und die ihren Sohn eines Tages zum Premierminister machen werde. Seine Mutter ist seit seiner Geburt ans Bett gefesselt und leidet unter Migräne. Sie hasst seinen Vater, der sich im unteren Geschoss des Hauses verkrochen und kürzlich einen Papagei namens Giggles gekauft hat. Sein ganzes Geld hat er für die politische Karriere „Willys“ verwendet, und der verspricht ihm einen tollen Job, sollte er erst Premierminister sein. Das Hausmädchen, Miss Lapointe, jedoch verliert seine Arbeit im Haushalt der Kings, als es von Willys Mutter gefeuert wird.
Um einen geeigneten Premierminister zu finden, der seit nunmehr 33 Jahren die eigentliche Macht in Kanada innehat, müssen sich die Kandidaten an der Dominion School of Nationhood einer Prüfung unterziehen, überwacht von Richter Richardson. Sie müssen hierbei ihre Führungsqualitäten in Disziplinen wie dem Durchschneiden roter Bänder, in Schönschreiben mit dem eigenen Urinstrahl im Schnee und im Erschlagen von Robbenbabys unter Beweis stellen. Viele der rund ein Dutzend Kandidaten sind der Prüfung nicht gewachsen. King jedoch und Arthur Meighen landen gemeinsam auf dem zweiten Platz, während der adrette Bert Harper den Wettbewerb gewinnt. Harper will diese Ehre zunächst nicht annehmen, weil sie seiner Ansicht nach King gebührt, doch als Lord Muto dem Volk erklärt, Mutter England brauche Kanada im Kampf gegen die Buren, ist es Harper, der mit dem Schiff nach Afrika geschickt wird, um Johannisburg zu vernichten. Lord Mutos Tochter, Ruby, begleitet ihn mutig auf seiner Expedition.
Im Onsington-Schelfeis trifft King auf Miss Lapointe, die ihm einen Kuchen gebacken hat, weil auch sie fest davon ausging, er werde den Wettkampf für sich entscheiden. Frustriert macht er sich mit einem Schiff auf, zu einer der Inseln Winnipegs, auf der man Drogen kaufen und seine Lüste und Fetische ausleben kann. Er erwirbt für viel Geld einen Stiefel, den Ruby im Einsatz in Afrika getragen haben soll. Auf der Insel wird King von Dr. Milton Wakefield in flagranti erwischt. Er will ihn wegen Verletzung der nationalen Würde melden, sollte King sich nicht in sein Sanatorium begeben.
Auf Einladung von Miss Lapointe begibt sich King nach Québec und macht ihr einen Heiratsantrag, weil er nicht glaubt, noch Premierminister werden zu können. Als er nach seiner Rückkehr nach Toronto seine Mutter um ihren Segen für die Ehe bittet, redet die ihm ins Gewissen. King glaubt nicht mehr an die Visionen und Träume seiner Mutter, bis unerwartet die Nachricht von Harpers Tod in den Nachrichten verbreitet wird, den ihm seine Mutter ebenfalls vorhersagte. Um einen neuen Kandidaten für das Amt des Premierministers zu finden, sollen nun die Zweitplatzierten, King und Meighen, in einem Wettbewerb gegeneinander antreten. Bei einem Staatsbankett muss King zudem feststellen, dass die Gerüchte um Harpers Tod verfrüht waren. Er und Ruby sind nach ihren Erfahrungen im Krieg gegen die Buren in Südafrika zu dem aufstrebenden politischen Denker Joseph-Israël Tarte aus Québec übergelaufen und wenden sich damit gegen Mutter England und Lord Muto. King erhält eine neue Chance, denn die treuen Monarchisten und ihre Gegner müssen zu einem Wettbewerb im Eislabyrinth antreten, der über die politische Ausrichtung Kanadas und die Besetzung des Amtes des Premierministers entscheidet. Auf der einen Seite kämpfen Ruby und Harper, auf der anderen King und Meighen. Seine Verlobte Miss Lapointe stellt hier erneut ihre Loyalität unter Beweis.

## Biografisches

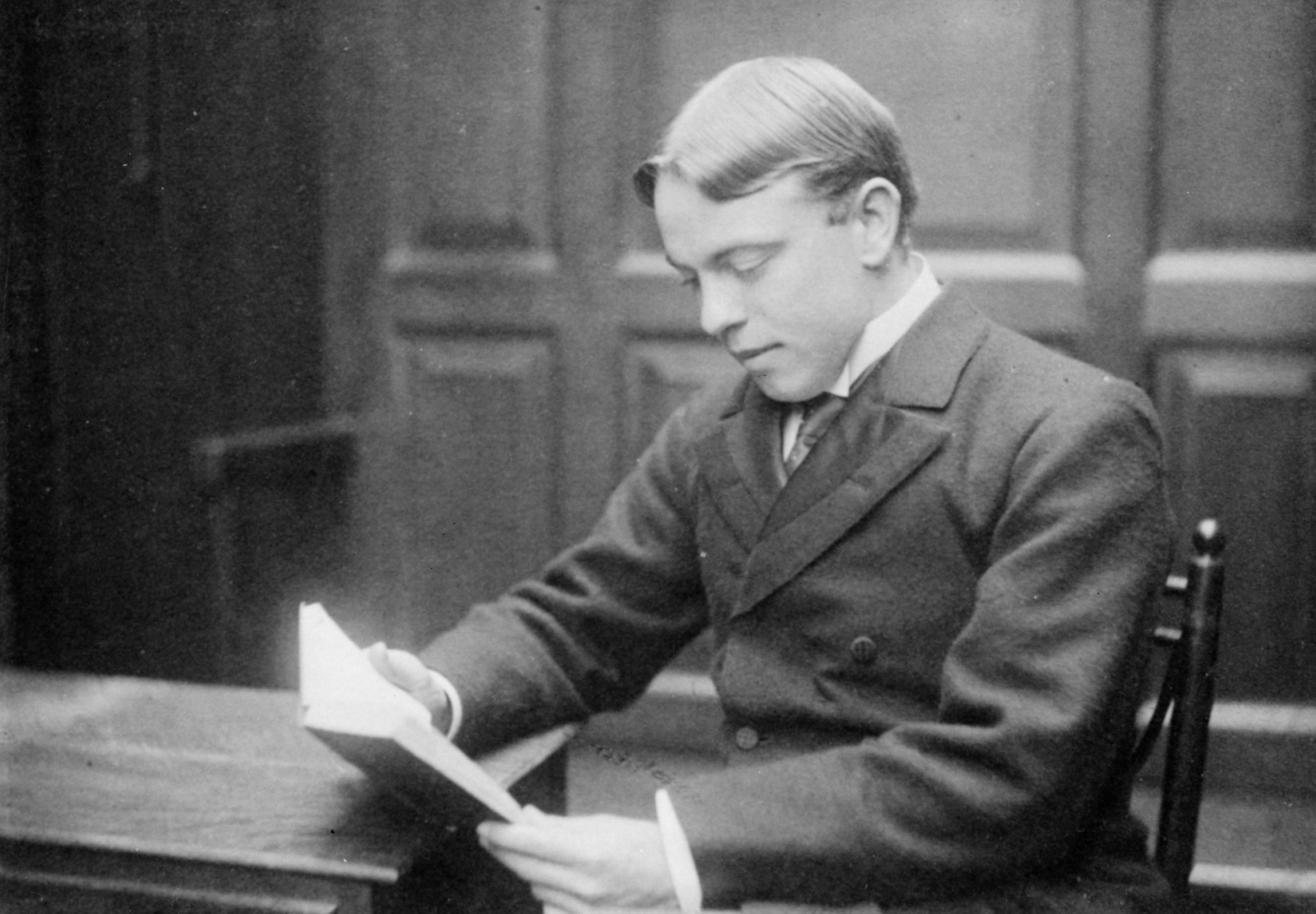
William Lyon Mackenzie King beim Studium in Harvard (1899)

Der Film erzählt mit größtenteils erfundenen Geschichten aus dem Leben des kanadischen Premierministers William Lyon Mackenzie King in seinen jüngeren Jahren. In der ersten Hälfte des 20. Jahrhunderts gehörte Mackenzie King zu den bedeutendsten Politikern seines Landes. Er war 32 Jahre lang auf kanadischer Bundesebene politisch aktiv, davon 22 Jahre als Premierminister. Während dieser Zeit wandelte sich Kanada von einem halbkolonialen Dominion des Vereinigten Königreichs zu einem unabhängigen Staat innerhalb des Commonwealth. Er führte das Land durch die expansive Phase der 1920er Jahre, die Depression der 1930er Jahre und den Zweiten Weltkrieg. Sein Großvater mütterlicherseits war William Lyon Mackenzie, der erste Bürgermeister von Toronto und Anführer der gescheiterten Oberkanada-Rebellion von 1837.
Er besuchte in Berlin, dem heutigen Kitchener, in Ontario die Grundschule und die Highschool, 1891 begann er an der University of Toronto Politikwissenschaft zu studieren und erwarb im Verlaufe seines Studiums fünf Universitätsabschlüsse. Im Sommer 1899, dem Jahr, in dem der Film spielt, war er Privatlehrer von Peter G. Gerry, dem späteren Senator des US-Bundesstaates Rhode Island. Das dabei verdiente Geld ermöglichte ihm eine mehrmonatige Reise nach Europa, und so weilte er im Frühjahr 1900 zwei Monate lang in der deutschen Hauptstadt, Berlin, wo er Nachforschungen für seine Doktorarbeit anstellte.

## Produktion

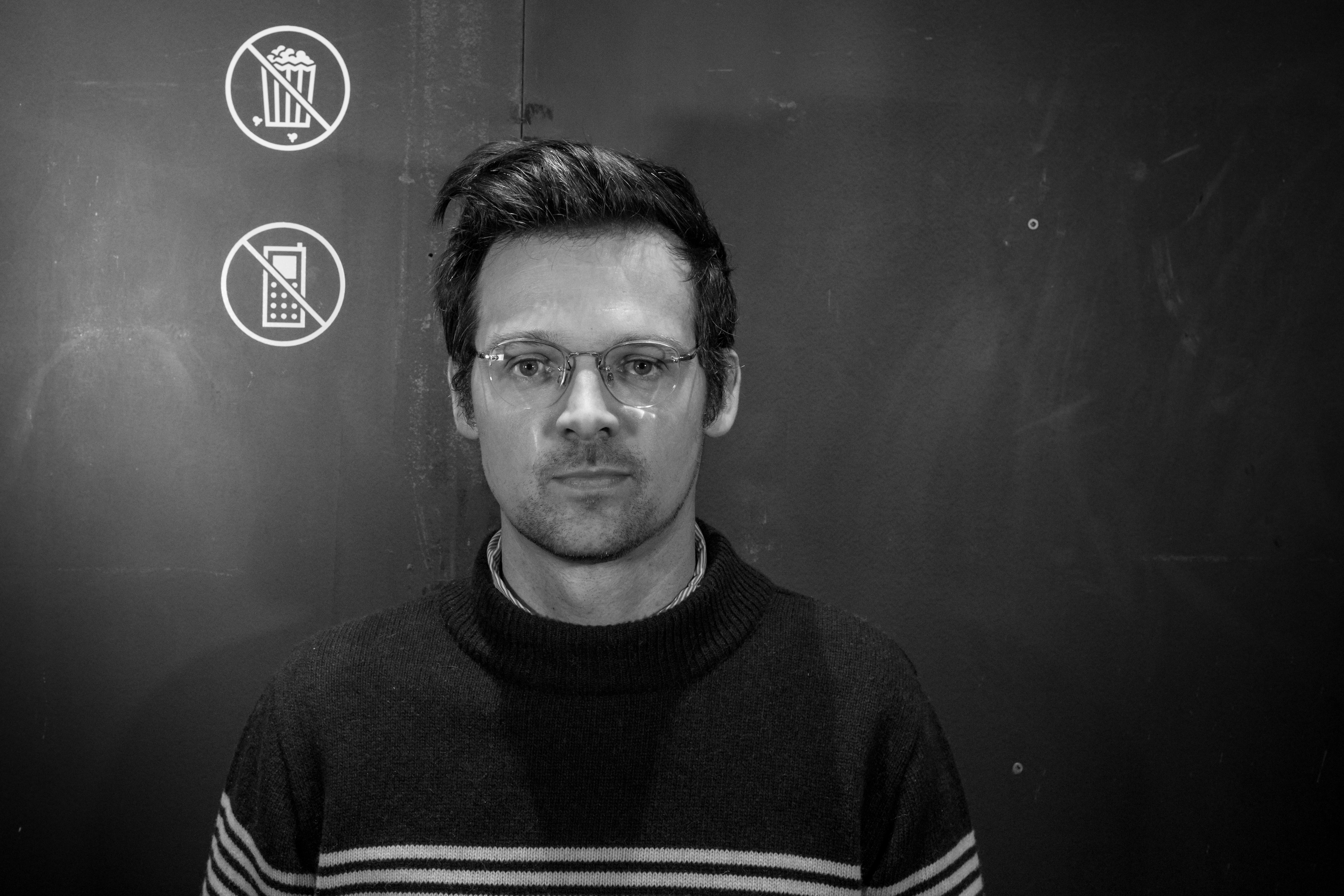
Regisseur und Drehbuchautor Matthew Rankin

Regie führte Matthew Rankin, der auch das Drehbuch schrieb. Der Regisseur selbst versteht seinen Film als ein hemmungsloses surrealistisches Epos, als einen aufrührerischen Angriff auf die Form des biografischen Films und als ein Klagelied auf den Nihilismus des 21. Jahrhunderts: „Ich würde The Twentieth Century eher als einen Alptraum bezeichnen, den Mackenzie King 1899 gehabt haben könnte, denn als einen streng auf Fakten basierenden biografischen Film.“ Zudem habe er seine kanadischen Landsleute ärgern wollen. Reale Figuren und Ereignisse aus Kings tatsächlichem Leben werden durch ein oneirisches Prisma eingespeist und tauchen in dem Film vollkommen verwandelt auf, so Rankin. Er betrachte diesen Film nicht als einen politischen Film, auch wenn es darin unablässig um die Ausübung von Macht geht.
Dan Beirne übernahm die Rolle von Mackenzie King. Der Schauspieler hatte zuvor nur eine Nebenrolle in der Fernsehserie Fargo und war in einer Folge der Fernsehserie The Handmaid’s Tale – Der Report der Magd zu sehen. Brent Skagford spielt seinen Rivalen Arthur Meighen. Er war zuvor ebenfalls nur in wenigen kleineren Rollen zu sehen. Mikhaïl Ahooja hingegen, der seinen Konkurrenten Bert Harper spielt, war zuvor in einer Reihe von kanadischen Fernsehserien und Filmen zu sehen und verkörperte dabei Personen unterschiedlichster Nationalitäten. Der gemeinte Henry Albert Harper war ein guter Freund von Mackenzie King.
Der Film feierte am 10. September 2019 im Rahmen des Toronto International Film Festivals seine Premiere, wo er in der Sektion Midnight Madness gezeigt wurde, bevor er am 13. Dezember 2019 in ausgewählte kanadische Kinos kam. Im Februar 2020 erfolgten Vorstellungen bei den Filmfestspielen in Berlin im Berlinale Forum, wo er auch im Rahmen des Teddy Awards, einem eigenen Wettbewerb, gezeigt wurde. Im Juli 2020 erfolgte eine Vorstellung beim Neuchâtel International Fantastic Film Festival. Ende August 2020 wurde der Film beim Molodist International Film Festival, das in einer Hybridversion stattfand, vorgestellt, ebenso beim virtuell stattfindenden Outfest Los Angeles, einem LGBTQ+ Film Festival. Anfang Oktober 2020 wird er beim Film Festival Cologne gezeigt. Der von Adam Yauch gegründete Independentfilmverleih Oscilloscope Laboratories sicherte sich die Vertriebsrechte des Films für die USA, wo er am 20. November 2020 in virtueller Form zur Verfügung gestellt wurde.

## Rezeption

### Kritiken
Der Film erhielt bislang von 95 Prozent der Kritiker bei Rotten Tomatoes eher positive Kritiken bei einer durchschnittlichen Bewertung von 7,9 der möglichen 10 Punkte. Auf Metacritic hält er einen Metascore von 77 von 100 möglichen Punkten.
Jonas Bickelmann vom Tagesspiegel findet, Matthew Rankin habe einen der unterhaltsamsten Berlinale-Filme gemacht, und dem Regisseur sei eine herrlich spleenige, fast dadaistische Abrechnung mit dem Nationalmythos seines Landes gelungen: „Rankin zeigt, was am Nationalismus verlogen, klamaukhaft und unmoralisch ist. Trotz all seiner Neurosen wird Mackenzie King in The Twentieth Century nicht zur Lachnummer. Dafür ist das Thema auch zu aktuell und ernst.“

### Auszeichnungen
Canadian Screen Awards 2020
- Nominierung als Bester Film (Menaic Raoul und Gabrielle Tougas-Fréchette)
- Nominierung als Bester Hauptdarsteller (Dan Beirne)
- Nominierung für die Beste Regie (Matthew Rankin)
- Nominierung für das Beste Originaldrehbuch (Matthew Rankin)
- Nominierung für die Besten Kostüme (Patricia McNeil)
- Nominierung für den John Dunning Best First Feature Film Award[15]

Glasgow Film Festival 2020
- Nominierung für den Publikumspreis (Matthew Rankin)[16]

Indiana Film Journalists Association Awards 2020
- Nominierung als Bester Film
- Auszeichnung mit dem Original Vision Award
- Runner-Up für das Beste Originaldrehbuch (Matthew Rankin)[17]

Internationale Filmfestspiele Berlin 2020
- Nominierung für den Teddy Award als Bester Spielfilm (Matthew Rankin)
- Auszeichnung mit dem FIPRESCI-Preis in der Sektion Forum (Matthew Rankin)

Neuchâtel International Fantastic Film Festival 2020
- Nominierung für den Publikumspreis im Online-Wettbewerb

Philadelphia Film Festival 2019
- Nominierung für den Archie Award (Matthew Rankin)[18]

Toronto International Film Festival 2019
- Auszeichnung als Best Canadian First Feature (Matthew Rankin)